# Friedensvertrag zwischen Israel und Sudan

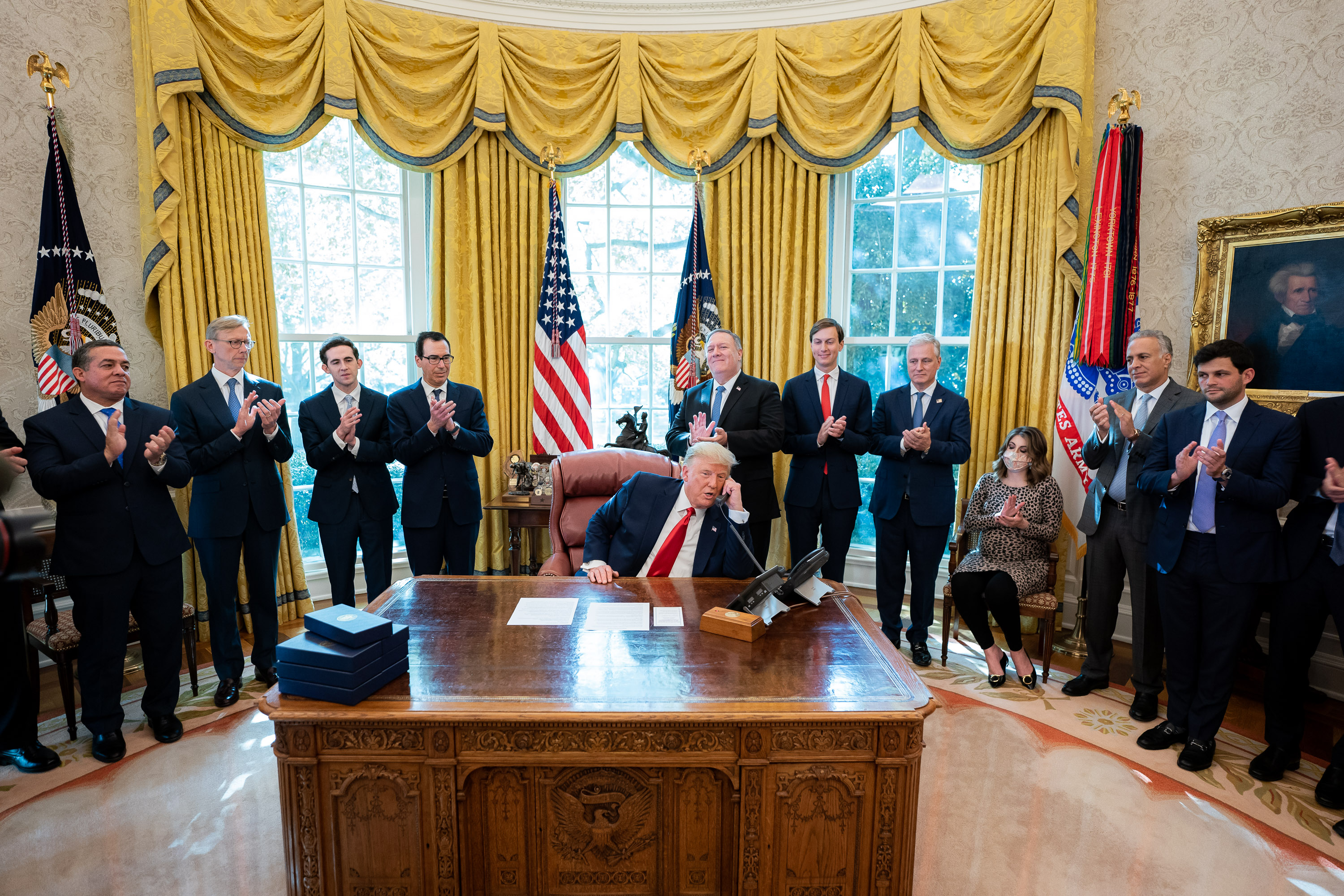
US-Präsident Trump telefoniert mit Burhan, Hamdok und Netanjahu, 23. Oktober 2020, im Oval Office des Weißen Hauses.

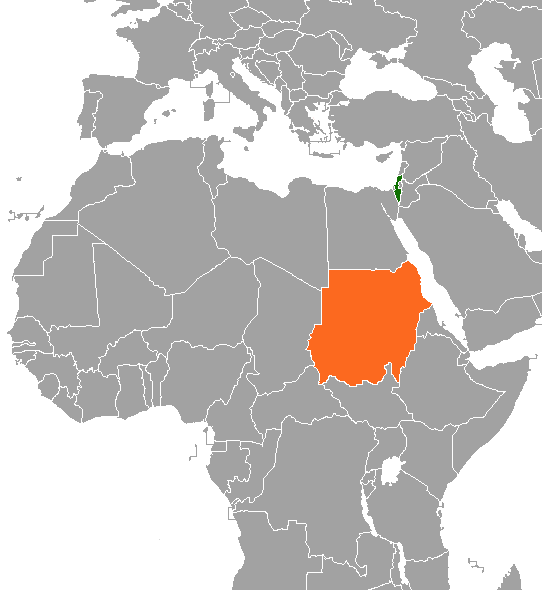
Lageplan Israel (grün) und Sudan (gelb).

Die Normalisierungsvereinbarung zwischen Israel und dem Sudan wurde nach Angaben der US-Regierung am 23. Oktober 2020 angekündigt. Das teilte der Vizesprecher des Weißen Hauses, Judson P. Deere, unter Berufung auf US-Präsident Donald Trump mit. Am 23. Oktober 2020 fand ein Telefongespräch zwischen den Regierungen Israels, des Sudan und der Vereinigten Staaten statt – namentlich Netanjahu, Burhan, Hamdok sowie Trump, der als Vermittler bei den Verhandlungen fungierte. Am 7. Januar 2021 unterzeichneten Sudans Justizminister Nasreddin Abdulbari und US-Finanzminister Steven Mnuchin ein Dokument, durch das der Sudan der Abraham Accords-Deklaration als Signatarstaat beitritt.
Für das Ende des Prozesses wurde ein Friedensabkommen zwischen dem Sudan und Israel angekündigt.
Nach dem Friedensvertrag zwischen Israel und den Vereinigten Arabischen Emiraten (VAE) und dem mit Bahrain wäre es diesmal eine echte Beendigung eines Kriegszustandes. Laut Arutz Scheva sind es damit 3 peace treaties in 6 weeks (deutsch: „drei Friedensverträge in sechs Wochen“).

## Geschichte

### Krieg
Im Gegensatz zu Bahrain und den Vereinigten Arabischen Emiraten spielte der Sudan eine große Rolle im Krieg gegen Israel und hatte selbst Krieg mit Israel geführt. Die Streitkräfte des Sudan schlossen sich 1948 dem Arabisch-Israelischen Krieg und 1967 dem Sechstagekrieg an. Die sudanesische Hauptstadt Khartum war der Ort, an dem die Arabische Liga nach dem Sechstagekrieg 1967 in ihrer Khartum-Resolution die „drei Neins“ (beziehungsweise die „Three No-Go’s“) bekannt gab:
1. NO peace with Israel – Kein Frieden mit Israel
2. NO recognition of Israel – Keine Anerkennung Israels
3. NO negotiations with Israel – Keine Verhandlungen mit Israel[4]

### Iran
Der Iran zählte das Land zu seinem Achsenstaat im Rahmen seines islamistischen Terrorismus, das als „Revolutionsexport“ bezeichnet wird. Im September 2001 lieferte der Iran während der Zweiten Intifada mit dem Schiff Karine A über den Sudan Waffen an die palästinensischen Terrorgruppen in Israel. Die Karine A war das dritte Waffenschiff innerhalb eines Jahres nach der Calypso im Januar und der Santorini im Mai 2001. Die Besatzung der Karina A war ursprünglich sudanesisch, wurde jedoch im Sudan durch Mitglieder der Fatah, der regierenden palästinensischen Partei in den Palästinensischen Autonomiegebieten, ersetzt. Kapitän war Omar Akawi, ein langjähriges Fatah-Mitglied und ehemaliges Mitglied der palästinensischen Führung. Vom Sudan aus fuhr die Karine A nach al-Hudaida im Jemen, wo im Dezember 2001 die Hisbollah und die iranischen Streitkräfte das Schiff mit hoch entwickelten Waffen beluden. Der Iran nutzte den Sudan auch, um Raketen an die palästinensischen Terrorgruppen in Gaza zu liefern. Dies führte dazu, dass die israelische Luftwaffe 2009, 2012 und 2014 mindestens drei dieser Waffentransporte im Sudan bombardierte.

### al-Kaida, Hisbollah und Hamas
Der Sudan unterstützte verschiedene terroristische Gruppen wie al-Kaida, Hisbollah und Hamas für terroristische Aktivitäten gegen Israel. Am 24. Oktober 2012 explodierte eine Waffenfabrik im Sudan. 2009 wurde im Sudan auch ein LKW-Konvoi aus der Luft bombardiert, der vermutlich Waffen an die Hamas liefern sollte.

### „Arous on the sea“ bei Port Sudan

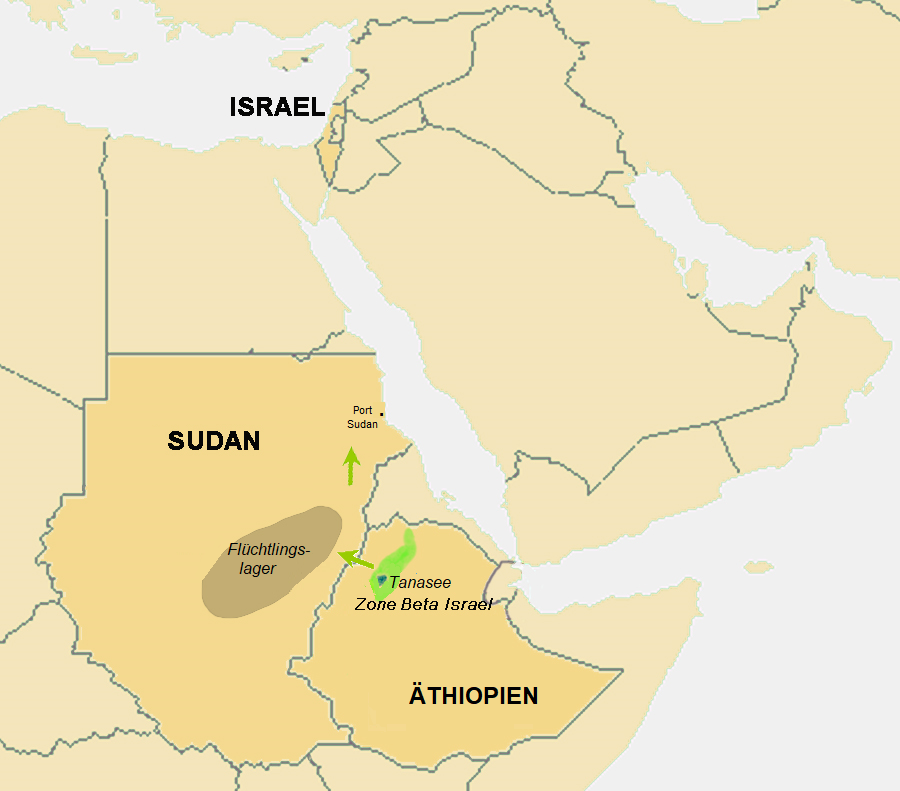
Die Evakuierung der äthiopischen Juden aus den Flüchtlingslagern im Sudan

Die gewalttätigen Aktivitäten dieser Terrororganisationen waren einer der Gründe, warum der Mossad das Feriendorf „Arous on the sea“ als Taucher- und Touristenparadies an der sudanesischen Küste bei Port Sudan gründete. Im Rahmen der Operation Brüder (1977–1984) sowie im Rahmen der Operation Moses (1984–1985) und der Operation Joshua, auch bekannt als Operation Sheba, im Jahre 1985 wurden Tausende äthiopische Juden aus den Flüchtlingslagern im Sudan nach Israel ausgeflogen. Für die Rückführung nach Israel wurde das Feriendorf „Arous“ bei Port Sudan genutzt. Die äthiopischen Juden (Beta Israel oder Falaschen) stammten aus den Regionen Begemder und Simien nördlich und nordöstlich des Tanasees, in den Bergen der heutigen Provinzen Amhara und Tigray.

### Militärhilfe
Laut einem Bericht bei Wallah des Professors Eli Podeh reichen die Beziehungen zwischen dem Sudan und Israel bis in die Zeit nach dem Sechstagekrieg von 1967 zurück, als die Rebellenführer im Südsudan begannen, um militärische Hilfe aus Israel zu bitten. In den Jahren 1972-1969 unterstützte der Mossad die Rebellenorganisation Anya-Nia im Kampf gegen das Regime in Khartum.
Der Militärputsch im Sudan 2019 mit dem Sturz des sudanesischen Diktators Omar al-Baschir ebnete den Weg zur Normalisierung, so dass sich Netanjahu am 4. Februar 2020 mit Burhan, dem Vorsitzenden des regierenden Staatsrats des Sudan in den ugandischen Hauptstadt Entebbe treffen konnte. Nach dem Sturz Baschirs im Jahr 2019 wurden die geheimen Beziehungen zwischen dem Sudan und Israel wiederhergestellt, was nun zur offiziellen Normalisierung führte. Gleichzeitig wurden die Beziehungen zwischen dem Sudan und dem Iran eingeschränkt und das Land wurde Teil der von Saudi-Arabien geführten Koalition, die gegen die vom Iran unterstützte Huthi-Miliz im Jemen kämpfte.

## Juden
Ab etwa 1900 kamen Juden aus dem gesamten Nahen Osten und Nordafrika über Kairo in den Sudan. Die jüdische Gemeinde von Khartum wurde erstmals 1918 offiziell gegründet. 1926 wurde die große Synagoge von Khartum eröffnet. Die Synagoge wurde nach dem im Jahre 1949 verstorbenen sudanesischen Oberrabbiner Shlomo Malka in Ohel-Shlomo umbenannt. Zwischen 1930 und 1950 zählte die jüdische Gemeinde im Sudan etwa 1000 Menschen. Ab 1957 verließen Juden den Sudan nach Israel (über Griechenland), Amerika und europäische Länder – vor allem Großbritannien und die Schweiz. Die Synagoge Ohel-Shlomo in Khartum wurde 1986 verkauft und abgerissen. Heute befindet sich die National Bank of Sudan auf dem Platz.

## Inhalt
In einer gemeinsamen Erklärung der Regierungen Israels, Sudans und der USA heißt es: „Die Staats- und Regierungschefs stimmten der Beendigung des Kriegszustands zwischen Israel und Sudan zu.“ Nach Angabe des Weißen Hauses der USA heißt es weiter: „Darüber hinaus einigten sich die Staats- und Regierungschefs darauf, Wirtschafts- und Handelsbeziehungen mit einem anfänglichen Schwerpunkt auf der Landwirtschaft aufzunehmen.“ In der Erklärung wurde auch die Möglichkeit weiterer Treffen und Vereinbarungen vorgeschlagen, in denen es heißt: „Die Staats- und Regierungschefs waren sich auch einig, dass sich die Delegationen in den kommenden Wochen treffen werden, um Kooperationsvereinbarungen in diesen Bereichen sowie in den Bereichen Raumfahrt, Agrartechnologie, Luftfahrt, Migration und Finanzen, Handel und Wirtschaft auszuhandeln.“
Israel wird dem Sudan bei Bewässerung, Landwirtschaft, Entsalzung, Medizin- und Militärtechnik helfen. Die sudanesische Hauptstadt Khartum wird nun die fünfte arabische Hauptstadt sein, in der eine israelische Botschaft untergebracht wird.
Die sudanesische Regierung wird die vom Iran unterstützte Hisbollah als terroristische Organisation einstufen. Im Rahmen der Vereinbarungen zahlt die sudanesische Regierung 335 Millionen US-Dollar als Schadensersatz an die Familien der US-Amerikaner, die 1998 bei den Terroranschlägen auf die Botschaften der USA in Daressalam und Nairobi ums Leben kamen.
Israel kündigte an, 5 Millionen US-Dollar an das Welternährungsprogramm der Vereinten Nationen zu überweisen, um Weizen in den Sudan zu transportieren.

## Reaktion

### Israel
Benjamin Netanjahu dankte dem US-Präsidenten Trump für sein Engagement für Israel und sagte, dass „nach einem 25-jährigen Zeitfenster, in dem keine arabischen Länder bereit waren, Verhandlungen mit dem jüdischen Staat aufzunehmen, drei Friedensabkommen über einen Zeitraum von nur sechs Wochen erzielt wurden.“
Jerusalems Chords-Brücke (Hebräisch: גשר המֵיתָרִים, Gescher HaMetarim) wurde am 24. Oktober 2020 anlässlich des angekündigten Friedensvertrages zwischen Israel und Sudan in den Farben israelischer und sudanesischer Flaggen beleuchtet.

### Palästina
Mahmud Abbas erklärte seine „Verurteilung und Ablehnung des Normalisierungsabkommens.“ Das Abkommen stehe im Widerspruch zur Resolution 1515 des UN-Sicherheitsrates sowie zur arabischen Friedensinitiative. Abbas sagte: „Niemand hat das Recht, im Namen des palästinensischen Volkes und der palästinensischen Sache zu sprechen.“
Wasil Abu Yousef, von der Palästinensischen Befreiungsfront (PLF) und vom Exekutivkomitee der Palästinensischen Befreiungsorganisation (PLO) erklärte, dass das Abkommen „ein neuer Dolchstoß in den Rücken“ der Palästinenser sei.

### Hamas
Hasem Kassem von der Hamas aus dem Gazastreifen sagte, dass dies eine „politische Sünde“ sei. Fawzi Barhoum, ein Sprecher der Hamas, erklärte „der Schritt des Sudan“ sei ein Schritt in die „falsche Richtung.“ Der Sudan würde den „zionistischen Feind ermutigen, mehr Verbrechen und mehr Verstöße gegen das palästinensische Volk zu begehen.“

### Iran
Nach Berichten von Reuters habe das iranische Außenministerium die Normalisierung als „beschämend“ bezeichnet. 

„Wenn man genug Geld zahlt und die Augen vor den Verbrechen gegen Palästinenser verschließt, dann wird man von der Liste als Terrorstaat gestrichen … offensichtlich ist die US-Terrorliste so falsch wie der Kampf der USA gegen den Terrorismus. Beschämend. (Quelle:Reuters, 24. Oktober 2020)“

## Aussichten
Laut Präsident Donald J. Trump und dem derzeitigen israelischen Mossad-Chef Jossi Cohen werden mindestens fünf weitere muslimische und arabische Länder dem Beispiel der Vereinigten Arabischen Emirate, Bahrains und des Sudan folgen und die Beziehungen zu Israel normalisieren.

### Saudi-Arabien
Eines dieser Länder soll Saudi-Arabien sein, das auch eine wichtige Rolle in dem Prozess gespielt hat, der zur Normalisierung der Beziehungen zu den VAE, Bahrain und Sudan geführt hat, so ein Bericht der Jerusalem Post unter Berufung auf die Nachrichtenseite N12. Eine kürzlich von Zogby Research Services durchgeführte Umfrage ergab, dass 80 Prozent der Saudis innerhalb der nächsten fünf Jahre für eine Normalisierung der Beziehungen zu Israel sind. Das israelische Institut für regionale Außenpolitik, Mitvim, veröffentlichte ebenfalls eine Umfrage, aus der hervorgeht, dass eine Mehrheit der Israelis normale Beziehungen zu Saudi-Arabien aufbauen möchte.

### Oman
Laut einem Bericht in Arutz Scheva könnte der Oman das nächste arabische Land sein, das dem Beispiel Sudans, Bahrains und der VAE folgt.